# Alfred Dieck
Alfred Dieck (* 4. April 1906 in Schönebeck; † 7. Januar 1989 in Bremen) war ein deutscher Urgeschichtsforscher, der sich seit den 1930er Jahren bis zu seinem Tod intensiv mit europäischen Moorleichen beschäftigte und zahlreiche Publikationen dazu veröffentlichte. Seine Werke sind allerdings in Fachkreisen umstritten.

## Leben
Alfred Dieck wurde im ehemaligen Ortsteil Groß Salze im heutigen Stadtteil Bad Salzelmen von Schönebeck (Elbe) geboren. Nach seiner Schulzeit studierte er zunächst Theologie, ab 1934 dann Urgeschichte und Rassen- und Volkskunde an der Martin-Luther-Universität Halle-Wittenberg. Durch Hans Hahne, den Leiter des Provinzialmuseums Halle (Saale) und außerordentlichen Professor an der Universität in Halle, wurde Diecks Interesse für die Moorleichenforschung geweckt. Unter Hahnes Nachfolger Walter Schulz promovierte Dieck 1939 über das Thema Die Bedeutung der Moor- und Wasserfunde der ersten Jahrhunderte unserer Zeitrechnung unter besonderer Berücksichtigung der Holzgestalten, Moorleichen und Menschenopferberichte. Das Manuskript seiner Dissertation wurde allerdings durch Bombenangriffe im Zweiten Weltkrieg vernichtet. Dieck heiratete Charlotte Stübing, aus dieser Ehe gingen ein Sohn und eine Tochter hervor. Sechs Monate nach seiner Promotion wurde er im Oktober 1939 zum Frontdienst eingezogen.
Nach einer schweren Verwundung und der Entlassung aus amerikanischer Kriegsgefangenschaft blieb Dieck lange ohne feste Anstellung. Er wirkte an verschiedenen Orten, unter anderem längere Zeit im Raum Bad Reichenhall und Salzburg, wo er die ehrenamtliche Leitung des Moormuseums in Bad Wimsbach-Neydharting in Oberösterreich innehatte. Schließlich fand er eine Anstellung im öffentlichen Dienst des Landes Niedersachsen, wo er bis zu seiner Pensionierung 1971 blieb.

## Schaffen
Aufgrund seines kulturhistorischen Interesses widmete sich Dieck archäologischen und kulturhistorischen Studien sowie dem Aufbau umfangreicher Materialsammlungen zu seinen einzelnen Studiengebieten. Sein kulturhistorisches und volkskundliches Interesse konzentrierte er auf die Sammlung unveröffentlichter dänischer Volksmärchen, Materialien zur Kulturgeschichte des Haushundes und zum jahreszeitlichen Volksbrauchtum aus verschiedenen Teilen Deutschlands. Diecks besonderes Interesse galt jedoch der Moorarchäologie und hier vor allem der Moorleichenforschung. Nach seinem Tode gingen seine Archive an das Institut für Denkmalpflege, Dezernat Bodendenkmalpflege, in Hannover, seine Sammlung von Haar- und Textilproben, sowie Gewebeproben von Moorleichen ging an die Abteilung für Urgeschichte des Niedersächsischen Landesmuseums Hannover.

### Moorleichenforschung
Dieck besuchte zahlreiche Museen und recherchierte in Archiven in ganz Europa. Er führte Gespräche mit den Findern von Moorfunden, Moorarbeitern und deren Familien und schrieb diese nieder. So baute er im Laufe von 50 Jahren ein umfangreiches Moorleichenarchiv auf, zu dem er auch eine Sammlung von Haar- und Kleidungsproben anlegte. Dieck versuchte für in Mooren konservierte menschliche Leichen die von ihm geprägten Begriffe Hominidenmoorfund anstelle des Begriffes Moorleiche und Vertebratenmoorfund für im Moor konservierte Tiere zu etablieren, jedoch wurden diese Begriffe in der wissenschaftlichen Fachwelt nicht angenommen.
In mehr als 180 Aufsätzen und Publikationen richtete sich Alfred Dieck energisch gegen die herrschende Auffassung, das Vorkommen von Moorleichen sei allein eine geographisch und kulturell begrenzte Erscheinung aus den ersten Jahrhunderten vor und nach Christus. Er machte deutlich, das die ältesten Moorleichen aus dem Mesolithikum stammen und die jüngsten aus der Zeit des Zweiten Weltkriegs. Gegen die vorherrschende Meinung, diese Fundgruppe beschränke sich nur auf Irland, Dänemark, Norddeutschland und die nördlichen Niederlande, wandte er zu Recht ein, dass auch aus Norwegen, Schweden und Süddeutschland Moorleichenfunde belegt sind. Alfred Diecks Verdienst um die Moorleichenforschung besteht vor allem in dieser Erweiterung des Blickwinkels.

### Ehrungen
Dieck war seit 1962 Mitglied der Archäologischen Kommission für Niedersachsen, 1974 wurde er Ehrenmitglied der Arbeitsgemeinschaft Ethnomedizin, und 1987 Ehrenmitglied der Deutschen Gesellschaft für Moor- und Torfkunde DGMT.

## Alfred Dieck und die Problematik der Moorleichenforschung
Alfred Diecks wissenschaftliche Arbeit gilt in Fachkreisen mittlerweile als umstritten, da er viele seiner vorgelegten Funde ohne, oder zumindest mit widersprüchlichen und nicht nachprüfbaren Quellenangaben publizierte. So stieg die Zahl der in seinen Werken aufgelisteten Moorleichen stetig an. Er listete 1939 nur 120 Moorleichen auf, 1951 bereits 160, 1958 500, 1965 etwa 700, 1972 rund 1350 und schließlich in seiner letzten Zusammenstellung von 1986 mehr als 1850 Moorleichenfunde in Europa.
Im Laufe seiner fünf Jahrzehnte andauernden Forschungsarbeit veröffentlichte Dieck neben Übersichtswerken zu unterschiedlichen Regionen zahlreiche Aufsätze zu speziellen Themen wie Untersuchungen an Magen- und Darminhalten von Moorleichen, den Leichen junger Mädchen oder skalpierten, beschnittenen und tätowierten Moorleichen.
Allerdings hatte Dieck nie selbst Untersuchungen an Moorleichen durchgeführt. Sein Augenmerk lag auf Fundberichten, die er aus Archiven und in Gesprächen mit Findern oder deren Nachfahren zusammentrug. In den letzten Jahren wurde allerdings zunehmend deutlich, dass er diesen Quellen nur sehr unkritisch gegenüberstand und er alle gesammelten Erwähnungen von Moorleichen als Tatsachenberichte betrachtete. Viele seiner Quellen sind heute nicht mehr überprüfbar, da sich in seinem Nachlass oft nur Gesprächsniederschriften oder handschriftliche Abschriften von Berichten befinden. Zudem zitierte Dieck in seinen Publikationen häufig Quellen, die er bereits selbst als verschollen, Kriegsverlust oder als in Druckvorbereitung angab, die dann aber nie erschienen. Von seinem, als dreibändiges Werk angelegten, Hauptwerk: Die europäischen Moorleichenfunde (Hominidenmoorfunde), einer Zusammenstellung aller bekannten europäischen Moorleichenfunde, erschien 1965 lediglich der Katalogteil als erster Band der Reihe. Die weiteren beiden Bände mit der wissenschaftlichen Auswertung sowie die Quellenvorlage erschienen nicht.
Erstmals 1981 äußerte der deutsche Prähistoriker Klaus Raddatz ernsthafte Bedenken zur Glaubwürdigkeit von Diecks Veröffentlichungen. In mehreren Aufsätzen zweifelte er zahlreiche von Dieck vorgelegte ungewöhnliche Funde an, wies auf dessen undeutliche und nicht mehr überprüfbaren Quellenangaben hin und widersprach einigen von Dieck vorgelegten Fundberichten anhand konkreter Beispiele. Gleichzeitig bemängelt er die unkritische Übernahme von Diecks Publikationen durch Verleger und Wissenschaftskollegen, die nach seiner Ansicht auch für Laien erkennbare ungewöhnlich sensationelle Inhalte aufwiesen. Aufgrund fehlender Einsichtmöglichkeit in Diecks Nachlass konnte Raddatz jedoch seine Kritikpunkte letztendlich nicht zweifelsfrei belegen.

### Aufarbeitung des Nachlasses
Sabine Eisenbeiß überprüfte 1993 im Rahmen ihrer Magisterarbeit Berichte über Moorleichen aus Niedersachsen im Nachlass von Alfred Dieck an der Universität Hamburg, unter Betreuung von Michael Gebühr und Elke Heege, die niedersächsischen Moorleichenfunde quellenkritisch und konnte dabei nur 70 von 655 Moorleichen durch unabhängige Quellen bestätigen. Zu einem ähnlichen Ergebnis kam die parallele Überprüfung der Berichte über Schleswig-Holsteinische Moorleichen durch Katharina von Haugwitz ebenfalls im Rahmen ihrer Magisterarbeit. Beide kamen zum Ergebnis, dass viele der von Dieck angegebenen Quellen einer kritischen Überprüfung nicht standhielten, da sie undeutlich, unklar oder widersprüchlich seien. Aufgrund der fehlenden Nachweise scheint es sich bei einem großen Teil der von ihm aufgelisteten Moorleichenfunde lediglich um sogenannte Papierleichen zu handeln. Noch zu Lebzeiten Alfred Diecks überprüfte Wijnand van der Sanden im Zuge seiner Dissertation über Niederländische Moorleichenfunde Mens en moeras dessen Fundberichte zu den niederländischen Funden und widmete sich in einer späteren Publikation ebenfalls der Problematik der „unüberprüfbaren Quellen“. 1995 führte er eine Reihe 14C-Datierungen an verschiedenen Moorleichen durch, zu denen er auch Gewebematerial aus Diecks Privatsammlung heranzog.

### Kritik
Im Laufe ihrer, unabhängig voneinander durchgeführten, Überprüfungen des Nachlasses Diecks gewannen Eisenbeiß und van der Sanden den Eindruck, dass sich Alfred Dieck mit seinen Moorforschungen zunehmend eine eigene imaginäre Welt erschuf, die er über viele Jahrzehnte, auch nach außen hin, aufrechterhielt. Van der Sanden vermutet, dass Dieck vor allem jeden, auch noch so unwahrscheinlichen, Hinweis auf Moorleichenfunde dokumentierte, um diese für die Nachwelt zu erhalten. Allerdings stellte er auch fest, dass die von Dieck zitierten Quellen nahezu allesamt nicht nachprüfbar waren, er Fundberichte aufhübschte, erfand und teilweise mehrfach mit widersprüchlichen Inhalten publizierte. Zu alledem zitierte Dieck Publikationen, die es nicht gab, und Fachkongresse, die nie stattfanden. Beide kommen zum Schluss, dass Diecks Publikationen aus altertumskundlicher Sicht völlig wertlos sind und diese lediglich noch für psychologische Studien Relevanz haben. Beide sprechen die Empfehlung aus, Diecks wissenschaftlichen Nachlass nicht mehr für archäologische Forschungen heranzuziehen. Ebenso kritisieren Eisenbeiß und van der Sanden die über nahezu vier Jahrzehnte andauernde unkritische Aufnahme von Diecks Publikationen in der wissenschaftlichen Fachwelt mit ihren Strukturen, die es Dieck über Jahrzehnte ermöglichten, seine Aufsätze selbst in renommiertesten Fachzeitschriften zu veröffentlichen.

## Sammler Reichenhaller Sagen
Neben der Moorleichenforschung beschäftigte sich Dieck mit enthnographischen und heimatkundlichen Studien. In deren Zusammenhang er Sagen, Märchen und Geschichten aus und um Reichenhall sammelte und veröffentlichte. Jedoch gab der Reichenhaller Stadtarchivar Johannes Lang in seinem Sagenbuch von 2018 an, dass in dem Karlsteiner Sagenbuch etwa 250 der 290 Sagentexte der Phantasie des Autors entsprungen seien.

## Nachwirkungen
Dieck und seine „gefälschten“ Moorleichen waren Thema von Beiträgen in verschiedenen Sendungen des öffentlich-rechtlichen Fernsehens in Deutschland, so in W wie Wissen in der ARD am 19. März 2006, bei Quarks und Co im Januar 2008 und im Wissenschaftsmagazin Nano von 3sat.
Siehe auch: Betrug und Fälschung in der Wissenschaft unter Archäologie.

## Werke
Publikationen von Alfred Dieck in unvollständiger Auswahl. Eine vollständige Publikationsliste legte Elke Heege 1991 in der Zeitschrift Telma vor.

### Monographien
- Die Bedeutung der Moor- und Wasserfunde der ersten Jahrhunderte unserer Zeitrechnung unter besonderer Berücksichtigung der Holzgestalten, Moorleichen und Menschopferberichte. Martin-Luther-Universität, Halle-Wittenberg 1939, DNB 570082692.
- Das Moor: Schicksale und Rätsel. In: Jux-Jugend-Lesebogen. Nr. 180, 1965, DNB 36672424X.
- Moorbutter: eine kulturhistorische Studie. In: Schriftenreihe des Internationalen Moor-Museums. Band 2. Länderverlag, Linz/Wien/Frankfurt (Main) 1962, OCLC 14615042.
- Die Wandermusikanten von Salzgitter: Ein Beitrag zur Wirtschafts- und Kulturgeschichte des nördlichen Harzvorlandes im 19. Jahrh. Reise, Göttingen 1962, DNB 450930297.
- Die europäischen Moorleichenfunde (Hominidenmoorfunde). In: Göttinger Schriften zur Vor- und Frühgeschichte. Band 5. Wachholtz, Neumünster 1965 (Diecks Hauptwerk, von dem lediglich Band 1 / 3 erschien).
- Moorleichen. Niedersächsisches Landesmuseum, Hannover (zwischen 1970 und 1974).
- Sagen, Märchen und Geschichten um Karlstein im Landkreis Berchtesgadener Land. im zum Teil 50 Jahre alten Diktatwortlaut von damals schon Hochbetagten aus Karlstein u. Umgebung / gesammelt von Alfred Dieck. Hrsg.: Gemeinderat Karlstein. Karlstein (Berchtesgadener Land) 1981, DNB 820093939.

### Aufsätze / Artikel
- Die noch nicht geborgene Moorleiche von Bonstorf, Kreis Celle, aus dem Jahre 1450 und die Moorleiche vom Rieper Moor, Kreis Rotenburg (Hannover), gefunden im Jahre 1751. In: Niedersächsischer Landesverein für Urgeschichte (Hrsg.): Die Kunde N.F. Nr. 8, 1957, ISSN 0342-0736, S. 274–284.
- Zur Geschichte der Moorleichenforschung und Moorleichendeutung. In: Jahresschrift für mitteldeutsche Vorgeschichte. Nr. 41/42, 1958, S. 41–42.
- Zur Etymologie der Begriffe „Moor“ und „Torf“. In: Jiří Kolominský (Hrsg.): Sborník referatů VII. Mezinárodního Sjezdu pro Všeobecný Výzkum Rašelin. 15.–19. Zárí 1960 Františkovy Lázně. = Bericht über den VII. Internationalen Kongress für Universelle Moorforschung. IGM, Vaduz 1960, S. 161–165.
- Die Moorleiche vom Günzer See bei Stralsund vom Sommer 1879 und das Problem der Moorbutter. In: Greifswald-Stralsunder Jahrbuch. Band 1, 1961, S. 26–39.
- Zur Biostratinomie der Hominiden- und Vertebraten-Moorfunde (Moorleichen). In: Mitteilungen des Geologischen Staatsinstitut. Nr. 31, 1962, S. 358–361.
- Archäologische Belege für den Brauch des Skalpierens in Europa. In: Neue Ausgrabungen und Forschungen in Niedersachsen. Nr. 4, 1969, S. 359–371.
- Funn af menneskelik i norske myrer (Menschenfunde in Norwegischen Mooren). In: Særtrykk av Meddelelser fra Det norske myrselskap. Band 3, 1969, S. 1–7 (norwegisch, mit deutscher Zusammenfassung).
- Vorläufige Mitteilungen über Moorleichen in Bayern. In: Archäologisches Korrespondenzblatt. Nr. 3, 1973, ISSN 0342-734X, S. 463–468.
- Die Moorleiche von Bernuthsfeld und ihre Schicksalsgefährten. In: Jahrbuch der Gesellschaft für bildende Kunst und Vaterländische Altertümer zu Emden. Band 54, 1974, S. 5–22.
- Germanische Kriegerinnen: Literarische Erwähnungen und Moorleichenfunde. In: Archäologisches Korrespondenzblatt. Nr. 5, 1975, S. 93–96.
- Tatauierungen in vor- und frühgeschichtlicher Zeit. In: Archäologisches Korrespondenzblatt. Nr. 6, 1976, S. 169–173.
- Geheimnisse des Moores. Moorfunde Berichte von Menschenschicksalen und alten Glaubensvorstellungen. In: Berichte der Physikalisch-Medizinischen Gesellschaft zu Würzburg. N.F. Band 85, 1977, S. 75–90.
- Nachweis von Verlobungsbräuchen in der älteren Hügelgräberbronzezeit durch Beifunde bei Salzburger Moorleichen? In: Mitteilungen der Gesellschaft für Salzburger Landeskunde. Band 117, 1977, S. 95–105.
- Der Mann im Salz. Vorgeschichtsfunde aus dem Dürrnberg bei Hallein und Hallstatt. In: Heimatblätter (Beilage zum Reichenhaller Tageblatt und Freilassinger Anzeiger). Nr. 5/7, 12. Dezember 1979.
- Neolithische bis völkerwanderungszeitliche „kaufmännische“ Stabbündel aus Mooren. Materialvorlage und Deutungsversuch. In: Telma. Band 9, 1979, S. 63–74.
- Der Mann im Salz Vorgeschichtsfunde aus dem Dürrnberg bei Hallein und Hallstatt. In: Heimatblätter (Beilage zum Reichenhaller Tageblatt und Freilassinger Anzeiger). Nr. 1, 1980.
- Beschneidungen von Frauen und Männern in vor- und frühgeschichtlicher Zeit. In: Curare. Nr. 4,, 1981, S. 77–84.
- Operative Entfernung des Gaumenzäpfchens (Uvula-Excision) bei einer neolithischen westfälischen Moorleiche und ihren vor- bis frühgeschichtlichen und völkerkundlichen Gegenstücken. In: Telma. Band 11, 1981, S. 85–96.
- Die Moorleiche von Obenaltendorf bei Stade. In: Stader Geschichts- und Heimatverein (Hrsg.): Stader Jahrbuch. N.F. Band 73, 1983, ISSN 0930-8946, S. 7–56.
- Ägyptische Mumien und europäische Moorleichen als offizielle Heilmittel in Mittel- und Westeuropa. In: Curare. Band 7, 1984, ISSN 0344-8622, S. 211–232.
- Moorleichen und Haaropfer aus Mooren in Bremen und Bremerhaven. In: Bremisches Jahrbuch. Band 62, 1984, S. 123–138.
- Frühbronzezeitliche Heilpflanzen gegen Leber-Galle-Leiden. Totenbeigaben im Gebiet nördlich des Weserberglandes, zugleich ein Beitrag zu Kopffunden mit Eichenlaub im Moor. In: Rotenburger Schriften. Nr. 66–67, 1987, S. 235–242.

### Herausgeberschaft
- Johann Wolfgang von Goethe: Goethe über den Faust. Mit e. Nachw. von Kurt Schreinert. Hrsg.: Alfred Dieck. Vandenhoeck & Ruprecht, Göttingen 1963, DNB 451583213.

### Übersetzungen
- Edgar Rice Burroughs: Eine Mars-Prinzessin: 43 Millionen Meilen von der Erde. Dieck & Co, Stuttgart 1925, DNB 572574703.